# Ivan Horbaczewski
Ivan Horbaczewski, též Jan Horbaczewski nebo Johann Horbaczewski, ukrajinsky Іван Якович Горбачевський, Ivan Jakovyč Horbačevs’kyj (15. května 1854, Zarubynci, dnešní Ternopilská oblast Ukrajiny – 24. května 1942, Praha), byl lékař a chemik ukrajinského původu z Haliče, působící jako vysokoškolský pedagog převážně v Praze, za Rakouska-Uherska státní úředník a politik, v letech 1917–1918 ministr bez portfeje Předlitavska, v roce 1918 první a poslední ministr zdravotnictví Předlitavska.

## Biografie
V rodné obci vychodil německo- a polskojazyčné gymnázium. Běžně používal ukrajinštinu, němčinu, češtinu i polštinu. Vystudoval medicínu na Vídeňské univerzitě, kde roku 1880 získal titul doktora lékařství. Po absolvování školy působil jako asistent Ernsta Ludwiga. Specializoval se lékařskou chemii, zejména na studium albuminoidů, později elastinů. Uznání si získal, když ve věku 28 let dokázal synteticky vyrobit kyselinu močovou. V období let 1884–1917 působil jako pedagog v oboru lékařské chemie na české Univerzitě Karlově v Praze. Na českou univerzitu ho přilákal chirurg Eduard Albert. V roce 1884 se stal řádným profesorem. Přednášel farmakologii a soudní chemii. Ve školním roce 1902/1903 byl rektorem univerzity. Zde prosazoval rozvoj oboru lékařské chemie, který byl od roku 1900 povinně zařazen do osnov. Byl aktivní ve vědeckých organizacích. Působil také jako úředník. Od roku 1898 byl členem zemské zdravotní rady, od roku 1906 zasedal v nejvyšší zdravotní radě.
V roce 1909 byl jmenován doživotním členem Panské sněmovny. Krátce před rozpadem monarchie se zapojil i do vládní politiky. Za vlády Ernsta Seidlera se stal 30. srpna 1917 ministrem bez portfeje. Byl prvním Ukrajincem v předlitavské vládě. Kromě toho měl na starosti přípravu vzniku nového rezortu zdravotnictví. Post ministra bez portfeje si udržel i v následující vládě Maxe Hussarka. Již 30. července 1918 byl v této vládě oficiálně jmenován ministrem zdravotnictví (ministerstvo bylo aktivováno 27. července 1918). Jeho nejnaléhavějším úkolem byl boj proti přenosným nemocem, k nimž patřila i španělská chřipka. Ministrem zůstal i ve vládě Heinricha Lammasche a funkci zastával až do zániku monarchie 11. listopadu 1918. Některé zdroje uvádějí, že ovšem krátce před koncem války na ministerský post rezignoval.
Byl orientován prorakousky a nesouhlasil s rozpadem monarchie. Po válce žil zpočátku ve Vídni a učil na Ukrajinské svobodné univerzitě, kterou založila skupina antikomunistických emigrantů z východní Evropy. Později se tato univerzita přestěhovala do Prahy a Horbaczewski s ní. Působil v ní jako čestný profesor až do roku 1939 a ve 20. letech 20. století byl jejím rektorem. Publikoval desítky monografií a další četné kratší studie v oboru lékařské chemie.
Je pohřben na hřbitově Šárka u dejvického kostela sv. Matěje.
Politicky aktivní byl i jeho bratr Antin.